# Crnoljevica
Crnoljevica (em cirílico: Црнољевица') é uma vila da Sérvia localizada no município de Svrljig, pertencente ao distrito de Nišava, na região de Svrljig, Golak. A sua população era de 187 habitantes segundo o censo de 2011.

## Demografia
| 1948 | 1953 | 1961 | 1971 | 1981 | 1991 | 2002 | 2011 |
| ---- | ---- | ---- | ---- | ---- | ---- | ---- | ---- |
| 661  | 675  | 571  | 477  | 399  | 330  | 219  | 187  |